# België op de Olympische Zomerspelen 2012
België nam deel aan de Olympische Zomerspelen 2012 in Londen, Verenigd Koninkrijk. Het debuteerde op de Zomerspelen in 1900 en deed in 2012 voor de 25e keer mee. In totaal hebben 115 atleten België vertegenwoordigd op de dertigste Olympische Spelen. Dit was de grootste Belgische delegatie sinds Helsinki 1952. België won tijdens deze editie drie medailles, één keer zilver en twee keer brons, en was daarmee een van de 85 landen die een medaille mee naar huis mocht nemen. Wel eindigde België pas vierenzestigste op de medaillespiegel, haar laagste ranking ooit.

## Medailleoverzicht
| Sport       | Olympiër(s)        | Onderdeel                             | Medaille |
| ----------- | ------------------ | ------------------------------------- | -------- |
| Schietsport | Lionel Cox         | 50 m kleinkalibergeweer (liggend) (m) | Zilver   |
|             |                    |                                       |          |
| Judo        | Charline Van Snick | -48 kg (v)                            | Brons    |
| Zeilen      | Evi Van Acker      | Laser Radial (v)                      | Brons    |

## Deelnemers en resultaten
(m) = mannen, (v) = vrouwen 

### Atletiek
| Olympiër(s)                                                                | Onderdeel              | Resultaat | Prestatie |
| -------------------------------------------------------------------------- | ---------------------- | --------- | --- |
| Jonathan Borlée                                                            | 400 m (m)              | 6e        | serie 3: 1e in 44,43 (NR) halve finale 2: 3e in 44,99 finale: 6e in 44,83 |
| Kevin Borlée                                                               | 400 m (m)              | 5e        | serie 7: 1e in 45,14 halve finale 3: 2e in 44,84 finale: 5e in 44,81 |
| Adrien Deghelt                                                             | 110 m horden (m)       | 13e       | serie 1: 3e in 13,52 halve finale 1: 4e in 13,42 |
| Michaël Bultheel                                                           | 400 m horden (m)       | 11e       | serie 4: 6e in 49,18 halve finale 1: 6e in 49,10 |
| Jonathan Borlée Kevin Borlée Michaël Bultheel Nils Duerinck Antoine Gillet | 4x400 m (m)            | 5e        | serie 1: 4e in 3.01,70 finale: 5e in 3.01,83 |
| Hans Van Alphen                                                            | tienkamp (m)           | 4e        | 100m: 19e in 11,05 (850 punten) verspringen: 2e met 7,64 m (970 punten) kogelstoten: 3e met 15,48 m (819 punten) hoogspringen: 3e met 2,05m (850 punten) 400m: 15e in 49,18 (853 punten) 110m horden: 20e in 14,89 (863 punten) discuswerpen: 2e met 48,28m (835 punten) polsstokspringen: 8e met 4,80m (849 punten) speerwerpen: 10e met 61,69m (763 punten) 1500m: 1e in 4.22,50 (795 punten) totaal: 8447 punten |
|                                                                            |                        |           | |
| Almensch Belete                                                            | 5000m (v)              | 19e       | serie 2: 11e in 15.10,24 (NR) |
| Eline Berings                                                              | 100m horden (v)        | 20e       | serie 2: 2e in 13,46 halve finale 2: 7e in 13,26 |
| Anne Zagré                                                                 | 100m horden (v)        | 17e       | serie 1: 4e in 13,04 halve finale 3: 6e in 12,94 |
| Élodie Ouédraogo                                                           | 400 m horden (v)       | 11e       | serie 4: 4e in 55,89 halve finale 1: 4e in 55,20 |
| Svetlana Bolshakova                                                        | Hink-stap-springen (v) | 21e       | kwalificatie groep B: 13e met 13,88m |
| Tia Hellebaut                                                              | Hoogspringen (v)       | 5e        | kwalificatie groep B: 2e met 1,93m finale: 5e met 1,97m |
| Sara Aerts                                                                 | Zevenkamp (v)          | DNF       | 100m horden: 4e in 12,94 hoogspringen: 37e met 1,65m kogelstoten: 8e met 14,43m 200m: DNF (blessure) |

### Badminton
| Olympiër(s) | Onderdeel     | Resultaat | Prestatie                                                                            |
| ----------- | ------------- | --------- | ------------------------------------------------------------------------------------ |
| Yuhan Tan   | enkelspel (m) | 33e       | groep D: 2e V van IND Kashyap: 14-21, 12-21 V van VIE Tien Minh: 21-17, 14-21, 10-21 |
|             |               |           |                                                                                      |
| Lianne Tan  | enkelspel (v) | 17e       | groep E: 2e W van SUI Jaquet: 21-16, 21-16 V van IND Nehwal: 4-21, 14-21             |

### Gewichtheffen
| Olympiër(s)   | Onderdeel | Resultaat | Prestatie                                                  |
| ------------- | --------- | --------- | ---------------------------------------------------------- |
| Tom Goegebuer | -56 kg    | 12e       | trekken: 13e met 115kg stoten: 14e met 132kg totaal: 247kg |

### Gymnastiek
| Olympiër(s)    | Onderdeel                | Resultaat | Prestatie |
| -------------- | ------------------------ | --------- | --- |
| Jimmy Verbaeys | Individuele meerkamp (m) | 21e       | kwalificatie: 31e brug gelijk: 42e met 14,533 punten rekstok: 33e met 14,333 punten sprong: 51e met 15,266 punten ringen: 52e met 14,066 punten vloer: 38e met 14,500 punten paard: 67e met 10,866 punten totaal: 83,564 punten finale: 21e brug gelijk: 16e met 14,833 punten rekstok: 23e met 13,166 punten sprong: 17e met 15,266 punten ringen: 21e met 14,000 punten vloer: 20e met 13,933 punten paard: 12e met 14,033 punten totaal: 85,231 punten |
|                |                          |           | |
| Gaëlle Mys     | Individuele meerkamp (v) | 26e       | kwalificatie: 26e balk: 30e met 13,733 punten brug ongelijk: 45e met 13,266 punten sprong: 62e met 13,533 punten vloer: 51e met 13,166 punten totaal: 53,698 punten |

### Hockey
| Olympiër(s) | Onderdeel | Resultaat | Prestatie |
| --- | --------- | --------- | --- |
| Belgisch team: Nadine Khouzam Louise Cavenaile Stephanie De Groof Anouk Raes Judith Vandermeiren Valerie Vermeersch Lieselotte Van Lindt Lola Danhaive Erica Coppey Gaëlle Valcke Alix Gerniers Emilie Sinia Charlotte De Vos Anne-Sophie Van Regemortel Barbara Nelen Aisling D'Hooghe Hélène Delmée Jill Boon | vrouwen   | 11e       | groepsfase: België 0 - 3 Nederland België 0 - 0 China België 0 - 3 Groot-Brittannië België 1 -1 Japan België 1 - 3 Zuid-Korea plaatsingswedstrijd 11/12: België 2 - 1 Verenigde Staten |

| Olympiër(s) | Onderdeel | Resultaat | Prestatie |
| --- | --------- | --------- | --- |
| Belgisch team: Vincent Vanasch Xavier Reckinger Benjamin Van Hove Félix Denayer Alexandre De Saedeleer John-John Dohmen Maxime Luycx Jérôme Truyens Jérôme Dekeyser Florent van Aubel Thomas Briels Cédric Charlier Gauthier Boccard Jeffrey Thys Simon Gougnard Tom Boon | mannen    | 5e        | groepsfase: België 1 - 2 Duitsland België 1 - 3 Nederland België 2 - 1 Zuid-Korea België 1 - 1 Nieuw-Zeeland België 3 - 0 India plaatsingswedstrijd 5/6: België 5 - 2 Spanje |

### Judo
| Olympiër(s)        | Onderdeel | Resultaat | Prestatie |
| ------------------ | --------- | --------- | --- |
| Dirk Van Tichelt   | -73 kg    | 9e        | 1e ronde: vrij 2e ronde: W van PLE Abu Rmilah: waza-ari 3e ronde: V van USA Delpopolo: yuko                                                                                |
| Joachim Bottieau   | -81 kg    | 9e        | 1e ronde: vrij 2e ronde: W van PAN Simmonds: ippon 3e ronde: V van RUS Nifontov: waza-ari                                                                                  |
| Elco van der Geest | -100 kg   | 17e       | 1e ronde: V van RUS Chajboelajev: ippon |
|                    |           |           | |
| Charline Van Snick | -48 kg    | Brons     | 1e ronde: vrij 2e ronde: W van KOR Jung-Yeon: ippon kwartfinale: W van HUN Cernoviczki: ippon halve finale: V van BRA Menezes: yuko bronzen finale: W van ARG Pareto: yuko |
| Ilse Heylen        | -52 kg    | 5e        | 1e ronde: vrij 2e ronde: W van ROU Chitu: waza-ari kwartfinale: W van MRI Legentil: yuko halve finale: V van CUB Bermoy: waza-ari bronzen finale: V van FRA Gneto: ippon   |

### Kanovaren
| Olympiër(s)                             | Onderdeel      | Resultaat | Prestatie                                                                       |
| Slalom                                  | Slalom         | Slalom    | Slalom                                                                          |
| --------------------------------------- | -------------- | --------- | ------------------------------------------------------------------------------- |
| Mathieu Doby                            | K-1 slalom (m) | 11e       | series: 4e in 87,92 halve finale: 11e in 102,58                                 |
| Vlakwater                               |                |           |                                                                                 |
| Maxime Richard                          | K-1 200 m (m)  | 13e       | serie 2: 5e in 36,125 halve finale 2: 7e in 37,029 finale B: 5e in 38,435       |
| Olivier Cauwenbergh Laurens Pannecoucke | K-2 200 m (m)  | 12e       | serie 2: 7e in 35,297 finale B: 4e in 36,336                                    |
| Olivier Cauwenbergh Laurens Pannecoucke | K-2 1000 m (m) | 10e       | serie 1: 4e in 3.24,304 halve finale 2: 5e in 3.15,655 finale B: 2e in 3.13,298 |

### Paardensport
| Olympiër(s)                                                                   | Onderdeel   | Resultaat | Prestatie |
| Dressuur                                                                      | Dressuur    | Dressuur  | Dressuur |
| ----------------------------------------------------------------------------- | ----------- | --------- | --- |
| Claudia Fassaert                                                              | individueel | 35e       | Grand Prix: 21e met 71,793 Grand Prix Special: 27e met 70,095 |
| Eventing                                                                      |             |           | |
| Carl Bouckaert Marc Rigouts Joris Vanspringel Virginie Caulier Karin Donckers | team        | 10e       | dressuur dag 1: 4e met 152,00 strafpunten dressuur dag 2: 8e met 139,00 strafpunten cross country: 7e met 46,80 strafpunten springconcours: 10e met 1134,10 strafpunten |
| Springconcours                                                                |             |           | |
| Dirk Demeersman Jos Lansink Philippe Le Jeune Grégory Wathelet                | team        | 13e       | 1e ronde: 13e met 16 strafpunten |

### Roeien
| Olympiër(s) | Onderdeel | Resultaat | Prestatie                                                                                                 |
| ----------- | --------- | --------- | --- |
| Tim Maeyens | skiff (m) | 12e       | serie 1: 1e in 6.42,52 kwartfinale 1: 2e in 6.56,65 halve finale 2: 6e in 7.39,78 finale B: 6e in 7.27,51 |

### Schietsport
| Olympiër(s) | Onderdeel                          | Resultaat | Prestatie                                                                        |
| ----------- | ---------------------------------- | --------- | -------------------------------------------------------------------------------- |
| Lionel Cox  | 50m kleinkalibergeweer liggend (m) | Zilver    | kwalificatie: 2e met 599 punten finale: 8e met 102,2 punten totaal: 701,2 punten |

### Tafeltennis
| Olympiër(s)       | Onderdeel     | Resultaat | Prestatie |
| ----------------- | ------------- | --------- | --- |
| Jean-Michel Saive | enkelspel (m) | 33e       | 1e ronde: W van SRB Jevtovic: 4-1 (11-3, 8-11, 11-7, 11-6, 11-8) 2e ronde: V van GRE Kreanga: 1-4 (11-5, 3-11, 9-11, 7-11, 8-11) |

### Tennis
| Olympiër(s)      | Onderdeel     | Resultaat | Prestatie |
| ---------------- | ------------- | --------- | --- |
| Steve Darcis     | enkelspel (m) | 9e        | 1e ronde: W van CZE Berdych: 6-4, 6-4 2e ronde: W van COL Giraldo: 6-7(4), 6-4, 6-4 3e ronde: V van ESP Almagro: 5-7, 3-6                                  |
| David Goffin     | enkelspel (m) | 33e       | 1e ronde: V van ARG Monaco: 4-6, 1-6 |
| Olivier Rochus   | enkelspel (m) | 33e       | 1e ronde: V van USA Isner: 6-7(1), 4-6 |
|                  |               |           | |
| Kim Clijsters    | enkelspel (v) | 5e        | 1e ronde: W van ITA Vinci: 6-1, 6-4 2e ronde: W van ESP Suarez: 6-3, 6-3 3e ronde: W van SRB Ivanovic: 6-3, 6-4 kwartfinale: V van RUS Sjarapova: 2-6, 5-7 |
| Yanina Wickmayer | enkelspel (v) | 17e       | 1e ronde: W van ESP Medina: 6-2, 4-6, 7-5 2e ronde: V van DEN Wozniacki: 4-6, 6-3, 3-6                                                                     |

### Triatlon
| Olympiër(s)       | Onderdeel | Resultaat | Prestatie |
| ----------------- | --------- | --------- | --------- |
| Simon De Cuyper   | mannen    | 26e       | 1:50.00   |
|                   |           |           |           |
| Katrien Verstuyft | vrouwen   | 28e       | 2:03.38   |

### Wielersport
| Olympiër(s)                                                       | Onderdeel                | Resultaat | Prestatie |
| Baan                                                              | Baan                     | Baan      | Baan |
| ----------------------------------------------------------------- | ------------------------ | --------- | --- |
| Gijs Van Hoecke                                                   | omnium (m)               | 13e       | vliegende ronde: 13e in 13,633 puntenkoers: 9e met 23 eliminatie: 18e individuele achtervolging: 10e in 4.29,992 scratch: 15e tijdrit: 12e in 1.04,748 totaal: 77 punten |
| Dominique Cornu Kenny De Ketele Jonathan Dufrasne Gijs Van Hoecke | ploegenachtervolging (m) | 9e        | kwalificatie: 9e in 4.04,453 |
|                                                                   |                          |           | |
| Jolien D'Hoore                                                    | omnium (v)               | 5e        | vliegende ronde: 10e in 14,594 puntenkoers: 4e met 25 eliminatie: 6e individuele achtervolging: 8e in 3.41,495 scratch: 5e tijdrit: 12e in 36,585 totaal: 45 punten      |
| BMX                                                               |                          |           | |
| Arnaud Dubois                                                     | mannen                   | 23e       | plaatsingsronde: 27e in 39,772 kwartfinale 4: 6e met 24 punten |
| Mountainbike                                                      |                          |           | |
| Sven Nys                                                          | mannen                   | DNF       | niet gefinisht |
| Kevin Van Hoovels                                                 | mannen                   | 19e       | 1:33.01 |
| Weg                                                               |                          |           | |
| Philippe Gilbert                                                  | tijdrit (m)              | 17e       | 54.39,98 |
| Tom Boonen                                                        | wegwedstrijd (m)         | 27e       | 5:46.37 |
| Philippe Gilbert                                                  | wegwedstrijd (m)         | 18e       | 5:46.05 |
| Jürgen Roelandts                                                  | wegwedstrijd (m)         | 7e        | 5:46.05 |
| Greg Van Avermaet                                                 | wegwedstrijd (m)         | 91e       | 5:46.37 |
| Stijn Vandenbergh                                                 | wegwedstrijd (m)         | 99e       | 5:46.51 |
|                                                                   |                          |           | |
| Liesbet De Vocht                                                  | tijdrit (v)              | 23e       | 42.08,28 |
| Liesbet De Vocht                                                  | wegwedstrijd (v)         | 9e        | 3:35.56 |
| Ludivine Henrion                                                  | wegwedstrijd (v)         | DNF       | buiten tijd |
| Maaike Polspoel                                                   | wegwedstrijd (v)         | 29e       | 3:36.01 |

### Zeilen
| Olympiër(s)     | Onderdeel        | Resultaat | Prestatie                                   |
| --------------- | ---------------- | --------- | ------------------------------------------- |
| Wannes Van Laer | laser (m)        | 34e       | 276 punten: (19-26-29-26-29-38-31-50-42-36) |
|                 |                  |           |                                             |
| Sigrid Rondelez | RS:X (v)         | 17e       | 150 punten: (18-21-19-27-15-13-14-14-17-19) |
| Evi Van Acker   | laser Radial (v) | Brons     | 34 punten: (3-2-3-8-1-5-8-1-8-3-3)          |

### Zwemmen
| Olympiër(s)                                                        | Onderdeel             | Resultaat | Prestatie                                             |
| ------------------------------------------------------------------ | --------------------- | --------- | ----------------------------------------------------- |
| Jasper Aerents                                                     | 50m vrije slag (m)    | 22e       | serie 5: 1e in 22,43                                  |
| Pieter Timmers                                                     | 100m vrije slag (m)   | 12e       | serie 7: 1e in 48,54 (NR) halve finale 2: 7e in 48,57 |
| Glenn Surgeloose                                                   | 200m vrije slag (m)   | 25e       | serie 3: 4e in 1.48,77                                |
| François Heersbrandt                                               | 100m vlinderslag (m)  | 16e       | serie 6: 6e in 52,22 (NR) halve finale 1: 8e in 52,71 |
| Ward Bauwens                                                       | 400m wisselslag (m)   | 16e       | serie 2: 1e in 4.16,71 (NR)                           |
| Emmanuel Vanluchene Jasper Aerents Dieter Dekoninck Pieter Timmers | 4x100m vrije slag (m) | 8e        | serie 2: 5e in 3.13,89 (NR) finale: 8e in 3.14,40     |
| Louis Croenen Dieter Dekoninck Glenn Surgeloose Pieter Timmers     | 4x200m vrije slag (m) | 12e       | serie 2: 6e in 7.14,44 (NR)                           |
| Brian Ryckeman                                                     | 10km open water (m)   | 16e       | 1:51.27                                               |
|                                                                    |                       |           |                                                       |
| Jolien Sysmans                                                     | 50m vrije slag (v)    | 31e       | serie 7: 6e in 25,60                                  |
| Kimberly Buys                                                      | 100m rugslag (v)      | 29e       | serie 3: 4e in 58,79                                  |
| Fanny Lecluyse                                                     | 200m schoolslag (v)   | 19e       | serie 5: 6e in 2.27,30                                |
| Kimberly Buys                                                      | 100m vlinderslag (v)  | 19e       | serie 6: 6e in 58,79                                  |

Afghanistan · Albanië · Algerije · Amerikaanse Maagdeneilanden · Amerikaans-Samoa · Andorra · Angola · Antigua en Barbuda · Argentinië · Armenië · Aruba · Australië · Azerbeidzjan · Bahama's · Bahrein · Bangladesh · Barbados · België · Belize · Benin · Bermuda · Bhutan · Bolivia · Bosnië en Herzegovina · Botswana · Brazilië · Britse Maagdeneilanden · Brunei · Bulgarije · Burkina Faso · Burundi · Cambodja · Canada · Centraal-Afrikaanse Republiek · Chili · China · Chinees Taipei · Colombia · Comoren · Congo-Brazzaville · Congo-Kinshasa · Cookeilanden · Costa Rica · Cuba · Cyprus · Denemarken · Djibouti · Dominica · Dominicaanse Republiek · Duitsland · Ecuador · Egypte · El Salvador · Equatoriaal-Guinea · Eritrea · Estland · Ethiopië · Fiji · Filipijnen · Finland · Frankrijk · Gabon · Gambia · Georgië · Ghana · Grenada · Griekenland · Groot-Brittannië · Guam · Guatemala · Guinee · Guinee‑Bissau · Guyana · Haïti · Honduras · Hongarije · Hongkong · Ierland · IJsland · India · Indonesië · Irak · Iran · Israël · Italië · Ivoorkust · Jamaica · Japan · Jemen · Jordanië · Kaaimaneilanden · Kaapverdië · Kameroen · Kazachstan · Kenia · Kirgizië · Kiribati · Koeweit · Kroatië · Laos · Lesotho · Letland · Libanon · Liberia · Libië · Liechtenstein · Litouwen · Luxemburg · Macedonië · Madagaskar · Malawi · Maldiven · Maleisië · Mali · Malta · Marshalleilanden · Marokko · Mauritanië · Mauritius · Mexico · Micronesië · Moldavië · Monaco · Mongolië · Montenegro · Mozambique · Myanmar · Namibië · Nauru · Nederland · Nepal · Nicaragua · Nieuw-Zeeland · Niger · Nigeria · Noord-Korea · Noorwegen · Oeganda · Oekraïne · Oezbekistan · Oman · Oostenrijk · Oost-Timor · Pakistan · Palau · Palestina · Panama · Papoea-Nieuw-Guinea · Paraguay · Peru · Polen · Portugal · Puerto Rico · Qatar · Roemenië · Rusland · Rwanda · Saint Kitts en Nevis · Saint Lucia · Saint Vincent en Grenadines · Salomonseilanden · Samoa · San Marino · Sao Tomé en Principe · Saoedi-Arabië · Senegal · Servië · Seychellen · Sierra Leone · Singapore · Slovenië · Slowakije · Soedan · Somalië · Spanje · Sri Lanka · Suriname · Swaziland · Syrië · Tadzjikistan · Tanzania · Thailand · Togo · Tonga · Trinidad en Tobago · Tsjaad · Tsjechië · Tunesië · Turkije · Turkmenistan · Tuvalu · Uruguay · Vanuatu · Venezuela · Verenigde Arabische Emiraten · Verenigde Staten · Vietnam · Wit-Rusland · Zambia · Zimbabwe · Zuid-Afrika · Zuid-Korea · Zweden · Zwitserland · Onafhankelijke atleten